# 세포리역
세포리역(細浦里驛)은 조선민주주의인민공화국 함경남도 락원군에 위치한 평라선의 철도역이다.

## 연혁
- 1939년 11월 1일: 영업 개시[1]